# 샤론 베어드

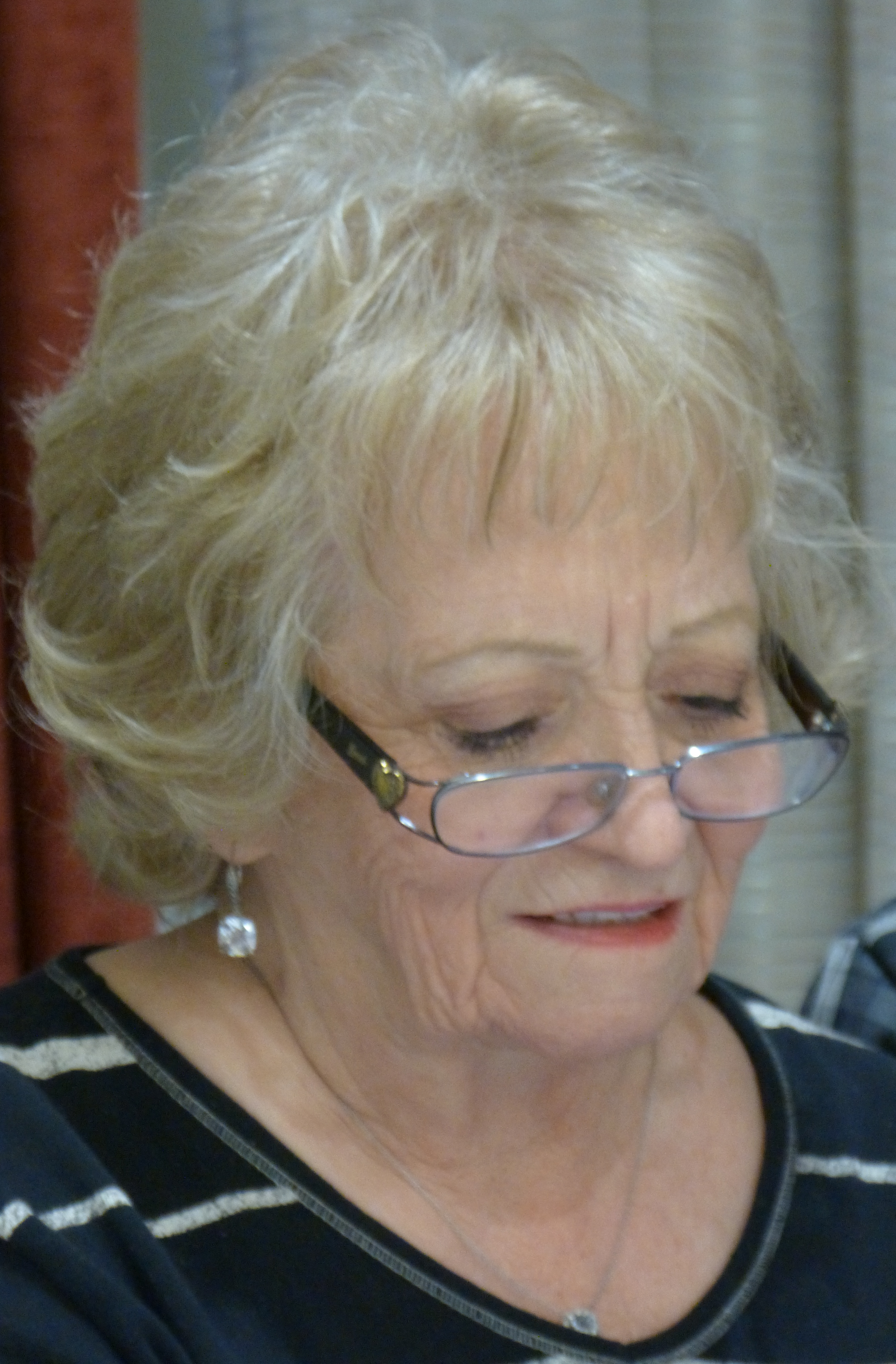

샤론 베어드(Sharon Baird, 1943년 8월 16일 ~ )는 미국의 배우, 텔레비전 배우, 영화배우이다.
시애틀에서 태어났다.

## 방송
- 미키 마우스 클럽

## 영화
- 랫보이 (1986년)
- 공룡 왕국 (1974년)
- 퍼픈스터프 (1970년)
- 미키 마우스 클럽 (1955년)
- 아티스트 & 모델 (1955년)
- 디즈니랜드 (1954년) - 본인 역
- 야망의 브로드웨이 (1952년)